# تور، سوئد
تور، سوئد (به سوئدی: Töre) یک منطقهٔ مسکونی در سوئد است که در Kalix Municipality واقع شده‌است.

## خصوصیات
تور ۲٫۶۱ کیلومترمربع مساحت و ۱٬۰۹۹ نفر جمعیت دارد.